# Emergency (álbum de Kool & the Gang)
Emergency es el nombre del decimoctavo álbum de estudio de la banda de dance-pop estadounidense Kool & the Gang. El álbum salió al mercado a finales de 1984, bajo el sello discográfico de De-Lite, donde se desprenden los éxitos: Misled, Fresh y Cherish.

## Listado de canciones
1. Emergency (Brown, Taylor, Kool & the Gang) - 5:17
2. Fresh (Taylor, Linzer, Kool & the Gang) - 4:22
3. Misled (Bell, Taylor, Kool & the Gang) - 4:56
4. Cherish (Bell, Taylor, Kool & the Gang) - 5:43
5. Surrender (Williams, Taylor, Kool & the Gang) - 5:00
6. Bad Woman (Brown, Taylor, Kool & the Gang) - 5:35
7. You Are the One (Williams, Taylor, Kool & the Gang) - 7:00